# Вормельданж (комуна)
Вормельданж (люксемб. Wuermeldeng, фр. Wormeldange, нім. Wormeldingen) — комуна Люксембургу. Входить до складу кантону Гревенмахер в окрузі Гревенмахер.

## Географія
Площа території комуни становить 17,25 км² (72-е місце за цим показником серед 116 комун Люксембургу).
Висота найвищої точки комуни над рівнем моря складає 355 метрів (94-е місце за цим показником серед комун країни), найнижчої — 137 метрів (3-є місце).

## Демографія
Станом на 2011 рік на території комуни мешкало 2 472 ос.
Динаміка чисельності населення:

## Адміністративний поділ
До складу комуни входять такі поселення:
| Поселення     | Населення за даними переписів: | Населення за даними переписів: | Населення за даними переписів: |
| Поселення     | на 31.03.1981                  | на 01.03.1991                  | на 15.02.2001                  |
| ------------- | ------------------------------ | ------------------------------ | ------------------------------ |
| Ан            | 211                            | 189                            | 239                            |
| Енен          | 426                            | 466                            | 504                            |
| Махтум        | 283                            | 281                            | 286                            |
| Вольмерданж   | 709                            | 915                            | 742                            |
| Вольмерданж-О | н/д                            | 278                            | 509                            |